# Sunne (comuna)
Sunne (em sueco: Sunne kommun) é uma comuna da Suécia localizada no condado de Varmlândia. Sua capital é a cidade de Sunne. Possui 1 288 quilômetros quadrados e segundo censo de 2018, havia 13 261 habitantes.